# Lubertus Hautscilt

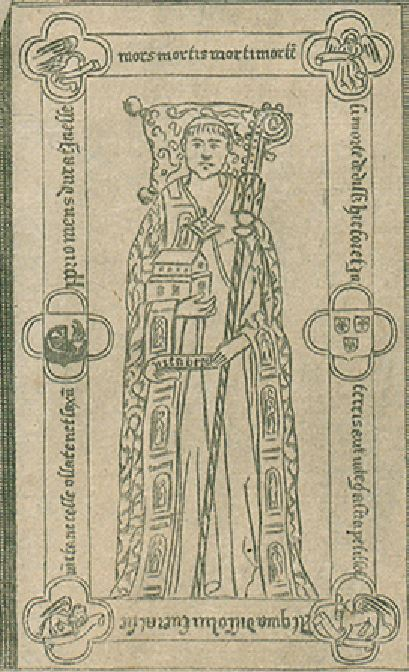
Gotische Deckplatte des Sarkophags von Abt Lubert Hautscilt, Darstellung als Stifter, um 1420, Abbildung auf einem Stich von 1671

Lubertus Hautscilt (* um 1347 in Brügge; † 27. Dezember 1417 in Eeckhoutabtei, Brügge) war ein flämischer Augustiner-Abt, Mathematiker, Astrologe und Mystiker.

## Leben
Lubertus Hautscilt d. J., Sohn von Johannes Hautscilt und einer Dame de Scheutelare, stammte aus einer vornehmen Familie in Brügge, die Handelsbeziehungen unter anderem nach Norwegen und Lübeck unterhielt und mit Brügger Delegationen auf Lübecker Hansetagen erschien.

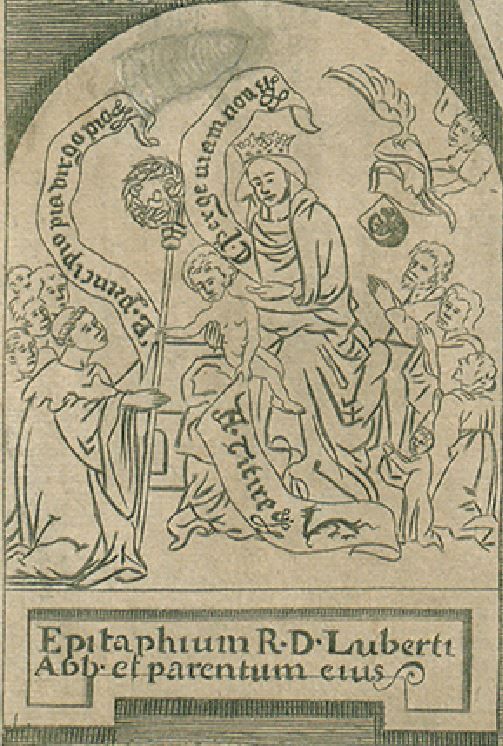
Epitaph des Lubert Hautscilt mit seinen Eltern und Geschwistern vor Maria mit Jesuskind, um 1420, Abbildung auf einem Stich von 1671

Lubertus Hautscilt trat 1361 mit 14 Jahren in das Augustiner-Kloster St. Bartholomäus in Eeckhout (mittellateinisch Quercetum = Eichholz) bei Brügge ein und wurde 1391 dessen Prior. 1394 wurde er von Louis de la Trémouille († 1410), dem Bischof von Tournai (reg. 1388/92–1410), als Nachfolger von Nicolaus Brandt († 1393) zum Abt geweiht. Als Abt sorgte er dafür, dass der Abtei alte Privilegien wieder gewährt wurden, und kümmerte sich um ihre bauliche Ausstattung. Die Gebäude der Abtei wurden 1798 zerstört; sie befanden sich am heutigen Eekhoutpoort in Brügge in der Nähe des College of Europe.
Hautscilt war Berater und Freund von Johann Ohnefurcht (1371–1419), dem Herzog von Burgund und Graf von Flandern. 1402/03 wurde er von Brügge aus auf eine diplomatische Mission nach Paris geschickt, um die Neutralität Flanderns in der Auseinandersetzung zwischen Frankreich und England zu wahren. Hautscilt hielt Kontakt zu dem nominalistischen Theologen Pierre d’Ailly (1350/51–1420) und dessen Schüler Jean Gerson (1363–1429), dem Kanzler der Pariser Universität (Sorbonne). Er gewährte Henry Percy, 1. Earl of Northumberland, (1341–1407/08) und Thomas, 5. Lord Bardolf, Knight of Wormegay, (1386–1408) nach deren Flucht aus England 1406 für einige Monate Asyl in seiner Abtei.
1403 schickte Hautscilt ein Manuskript des Heilsspiegels Speculum Humanae Salvationis (flämisch: De Spieghel der menscheliker Behoudenesse) und eine nach seinen eigenen Anweisungen illustrierte astrologische Abhandlung des Albumasar (um 787–886) an Jean de Valois, Duc de Berry (1340–1416), den Bruder des verstorbenen Königs Karl V. (1338–1380) und Onkel Karls VI. (1368–1422). Für Jean de Berry brachte er mit Hilfe des Mönchs und Kalligraphen Guillaume Snellaert La Pèlerinage de la vie humaine des Guillaume de Digulleville (1295–nach 1358) aus dem Französischen in lateinische Prosa. 1406 erhielt Hautscilt von Jean de Valois für sein Kloster ein als Blutreliquie angesehenes Stück von der „Tunika Christi“, das seit 1824 in Gistel aufbewahrt wird.
1410 begann Hautscilt den Bau eines Dormitoriums und eines Refektoriums mit Kapitelsaal, nachdem ein Blitzschlag die alten Gebäude zerstört hatte. Er finanzierte den Bau im Wesentlichen aus kostbaren Geschenken, die ihm Jean de Valois gemacht hatte. Ein weiterer Wohltäter der Abtei und Freund Hautscilts war der Bankier Dino Rapondi (um 1350–1416). Der Bau wurde 1417 im Monat seines Todes vollendet.
1414 reiste Hautscilt aus Flandern nach Konstanz, um am Konzil teilzunehmen. Er wurde dort 1417 von Kardinal Pierre d’Ailly auf Empfehlung von Jean V. de Saveren (reg. 1414–1438), Fürstbischof von Cambrai, und der Äbte von St.-Étienne in Dijon und St.-Jean-des-Vignes in Soissons zum Bischof erhoben. Eine geplante Pilgerreise Hautscilts in das Heilige Land wurde ihm jedoch vom Kardinalgroßpönitentiar, der ihm vollkommenen Ablass gewährt hatte, untersagt. Als Mathematiker unterstützte Hautscilt auf dem Konzil die Bestrebungen für eine Kalenderreform. Er kehrte vor Abschluss des Konzils in seine Abtei zurück, wo er wenig später starb.
Hautscilt stiftete eine jährliche Memorie und hinterließ seinen Nachfolgern und dem Konvent 10 Pfund Grote für Wein und 40 Schillinge (= 2 Pfund Grote) für besondere Mahlzeiten. Sein Nachfolger als Abt wurde Prior Johannes Vulre (1347–1427).

### Die „Broederschap van de drogen boom“

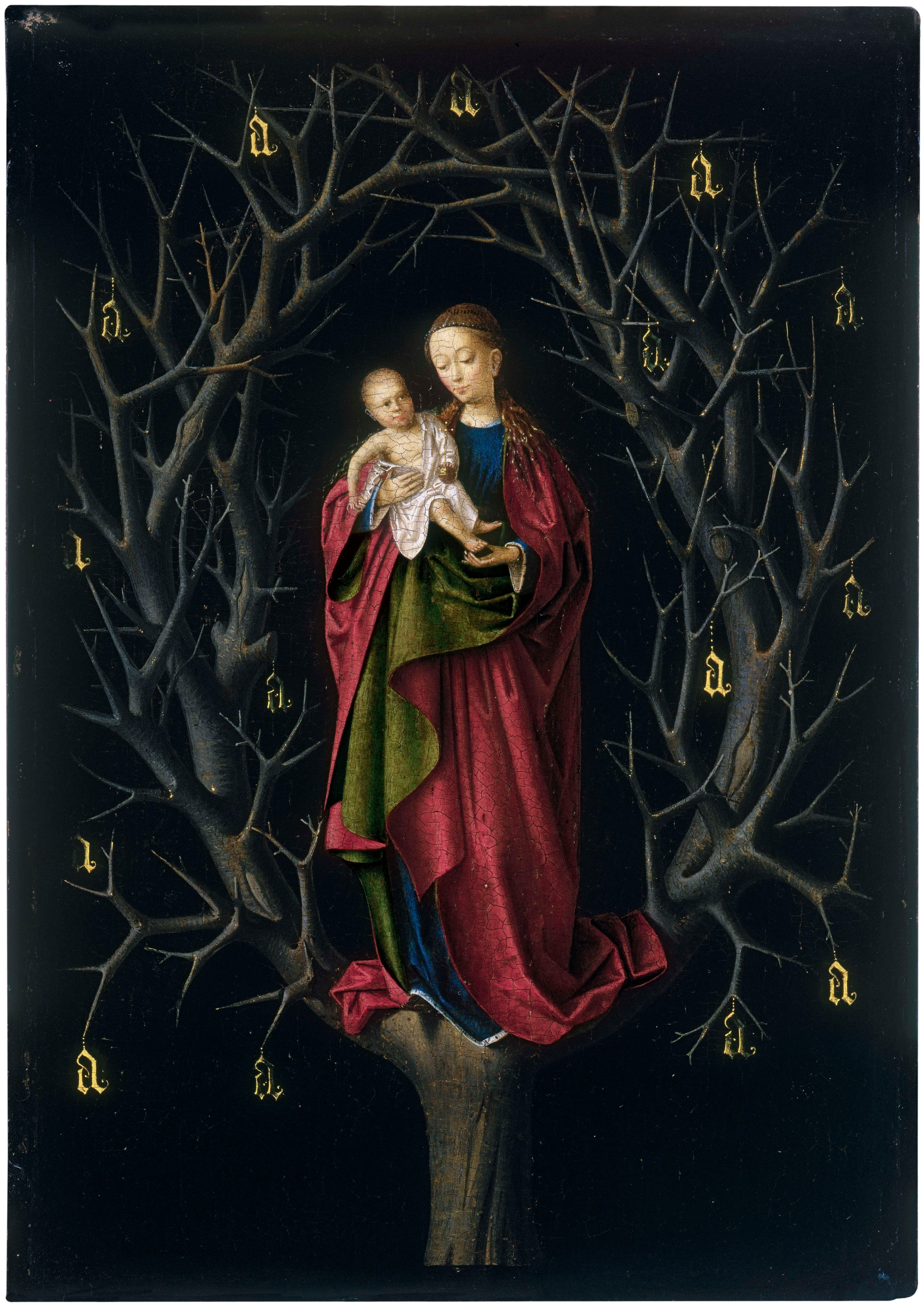
„Die Madonna zum dürren Baum“ von Petrus Christus, Brügge, um 1460

Lubertus Hautscilt leitete eine marianische Gebetsgemeinschaft der Klöster St. Bartholomäus in Eeckhout, St.-Aubert in Cambrai, St.-Eligiusberg in Artois, St.-Étienne in Dijon und St.-Jean-des-Vignes in Soissons. Auch Johannes von Wallenrode (um 1370–1419), 1393 bis 1418 Erzbischof von Riga, Kardinal Pierre d’Ailly oder Laien wie Earl Henry Percy von Northumberland und andere fühlten sich dieser Gemeinschaft der „Confrérie de l’arbre sec“, flämisch „Broederschap van de drogen boom“ (lateinisch vermutlich „Fraternitas ad siccam arborem“ oder „ad sycamorum“) verbunden.
Der Legende nach soll die Bruderschaft – noch vor dem Orden vom Goldenen Vlies (1430) – von Philipp dem Guten von Burgund (1396–1497) gegründet worden sein, sie wird aber bereits in dessen Geburtsjahr 1396 erwähnt. Der Name erinnert an eine Marienlegende, die sich auch in dem Lied Maria durch ein Dornwald ging widerspiegelt. Es handelte sich vom Typ her um eine Gemeinschaft von „Fratres (et sorores) ad sucurrendum“ (Sukurrenden: Konversen, Familiare o. ä.), d. h. von Laien, die dem Orden wegen der damaligen Frömmigkeitsvorstellungen (Unwiederholbarkeit der Buße) endgültig erst kurz vor ihrem Tod beitraten.
Die „Legende vom grünen und dürren Baum“ spielt auch in der von Hautscilt übersetzten La Pèlerinage de la vie humaine des Guillaume de Digulleville eine Rolle. Dort ist der „dürre Baum“ der Baum der Erkenntnis von Gut und Böse im Paradies, der verdorrte, als Adam und Eva seine Frucht raubten. Gott pfropft auf den verdorrten Baum das Holz des Lebens, dies ist für Digulleville ein Sinnbild der Inkarnation Christi aus der reinen Jungfrau. Der vertrocknete Paradiesbaum ergrünt von neuem durch Christi Opfertod. Dieses Motiv vom „verdorrten Baum“ ist seit dem 12. Jahrhundert mit der Kreuzeslegende verbunden („Vision des Seth“) und begegnet ähnlich auch bei Jacob van Maerlant (um 1225–um 1300), Dante Alighieri (1265–1321) und anderen.
Die Bruderschaft blieb bis ins 18./19. Jahrhundert bestehen. Ihr gehörten unter anderem an
Isabella von Portugal (1397–1471), die dritte Frau Philipps des Guten, Karl der Kühne (1433–1477), Graf de Charolais, und seine Frau, die Gräfin de Charolais, Philipp I. von Habsburg, genannt der Schöne (1478–1506), Antoine, genannt Grand Bâtard de Bourgogne (1421–1504), Baudouin de Lille, Bastard von Burgund (vor 1446–1508), Herr von Fallais, Jean von Burgund (1438–1499), Propst von Saint-Donatien in Brügge, Philipp von Burgund (um 1450–1498), Seigneur de Bevere, und seine Frau Anna von Borsselen († 1518), deren Kinder Adolf (1489–1540), Anna († 1512), Charlotte († zwischen 1499 und 1509) und Marguerite († 1522) von Burgund, Louis Prince de Chimay und Graf Engelbert II. von Nassau-Breda (1451–1504), auch Kaufleute wie Giovanni Arnolfini (um 1400–1472) und seine Frau Giovanna Cenami († nach 1490), der Maler Petrus Christus (um 1410/1420–um 1473) und seine Frau, oder Gerard David (um 1460–1523) und viele vornehme Bürger Brügges.
Petrus Christus malte um 1460 für die Bruderschaft in Brügge das Bild Die Madonna zum dürren Baum, das sich heute im Museo Thyssen-Bornemisza in Madrid befindet. Von Pieter Claeissens d. J. (1530/36–1612) stammt ein Triptychon Notre Dame de l’arbre sec von 1606/08 in der Sint-Walburgakerk in Brügge.
Die Confrérie de Notre-Dame de l’arbre sec bzw. Broederschap van Onze Lieve Vrouw van de drogen boom wurde 1606 umorganisiert und stellte am 26. März 1819 ihre Tätigkeit ein.

### Die „Imago Flandriae“

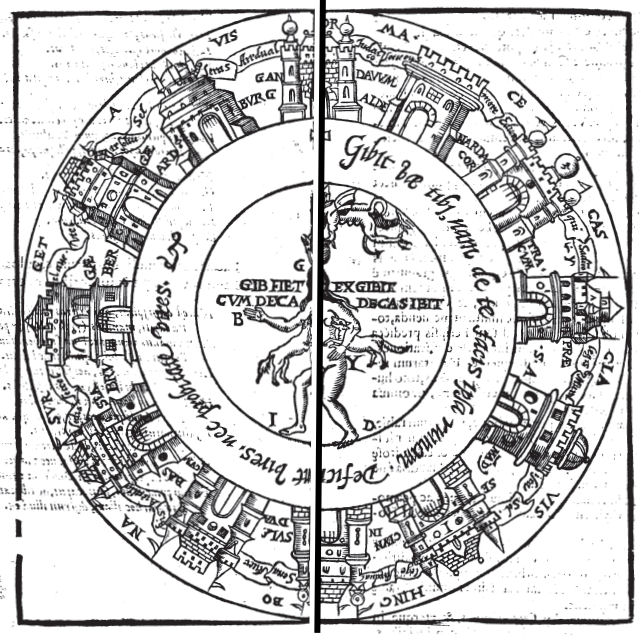
Imago Flandriae in Nicolas Bazel: Prognosticon nouum (1578)

Der Humanist Johann Otho (um 1520–1581) veröffentlichte (um 1558?) als erster die im 15. Jahrhundert entstandene und im Kloster Eeckhout aufgefundene Prophezeiung Imago Flandriae sive Vaticinium des Lubertus Hautscilt. Schon 1567 machte Charles Utenhove (Karl von Utenhove d. Ä. oder eher Karl von Utenhove d. J., der ein Schüler Johann Othos gewesen war) den englischen Staatssekretär William Cecil, 1. Baron Burghley (1521–1598) auf diese Vorhersage aufmerksam und erwartete ihre Erfüllung für das kommende Jahr 1568.
Die Imago Flandriae zeigt in der Mitte eine Personifikation der Grafschaft Flandern als nackte Frau, die zwei Wölfe säugt.
Gybid, wehe dir, denn du machst aus dir selbst eine Ruine …

Aus vollen Brüsten gibst du unsere Milch Fremden.

Mit Milch erquickst du die Wölfe, und mit Galle fütterst du die Schafe.
Die Flandria wird umgeben von einem Kreis, der aus den Stadttoren von zwölf belgischen Städten gebildet wird. Neben der Frau steht der Satz „Gyb fiet ex Gybid, cum deca decas ibit“, d. h. „Aus Gybid wird Gyb werden, wenn zehn Dekaden vergehen werden“. Das Wort „Gybid“ wird aus den Anfangsbuchstaben der wichtigsten Städte Flanderns Gent – Ypern – Brügge – „Insula“ (l’Île = Lille) und Douai gebildet.

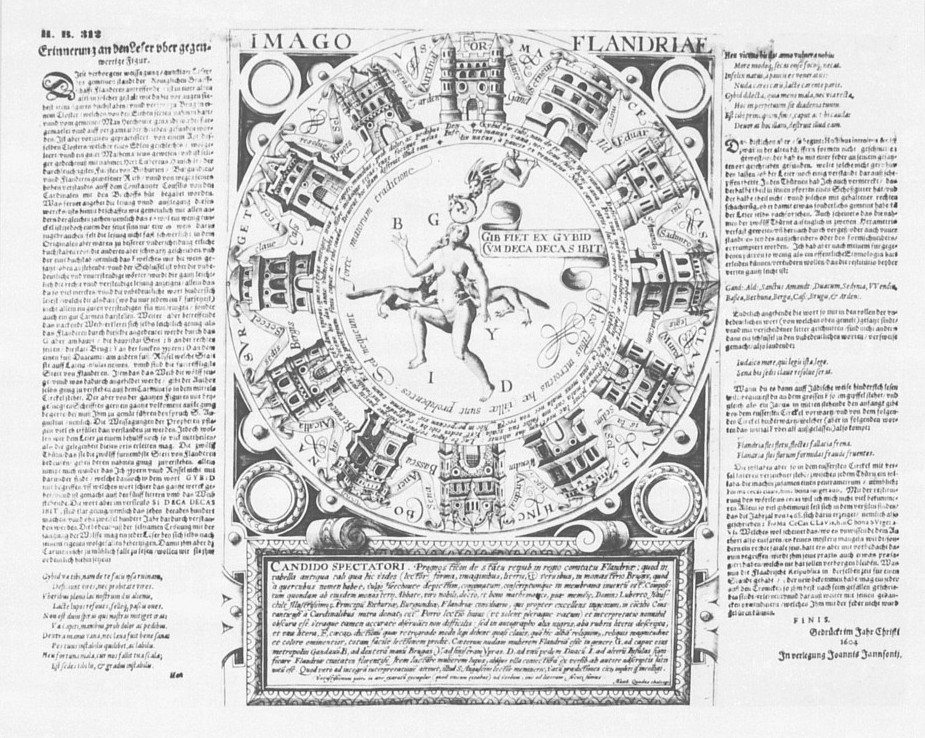
Imago Flandriae (1604), Kupferstich auf einem Flugblatt von Matthias Quad von Kinckelbach nach Johann Otho

Otho deutete den Satz „forMa CeCas CLaVIs hInC bona sVrget aVIs“ (bedeutet ungefähr „forme verborgene Schlüssel, daraus soll ein gutes Vorzeichen entstehen“) wie seine Vorgänger als Chronogramm auf das Jahr 1468 (= M+CCCC+L+VVV+III) und verstand die Prophezeiung als Vorhersage („Prognosticon“) auf Ereignisse des Jahres 1568 (= 1468 + 10 × 10).
1568 wurden tatsächlich Lille und Douai von Flandern getrennt, was als Erfüllung der Vorhersage „aus Gybid wird Gyb“ werden gedeutet werden konnte.
In der Folgezeit wurde die Imago Flandriae mehrfach wieder veröffentlicht und auf aktuelle Ereignisse bezogen. Der Stadtarzt von Sint-Winoksbergen Nicolas Bazel deutete die Prophezeiung als Vorhersage des Kometen vom 14. November 1577 und der Ereignisse des Jahres 1578. Matthias Quad von Kinckelbach (1557–1613), ein Freund Utenhoves in Köln, nahm die Publikation von Otho auf und veröffentlichte 1604 ein Flugblatt mit der Imago Flandriae anlässlich der Belagerung von Ostende. In der Ausgabe der Imago Flandriae von Augustin Blomme, einem Kanoniker des Klosters Eeckhout, wird das Bild 1671 in einem Kupferstich von Pieter de Brune nach einer Illustration von Jacob van Oost d. J. (1637–1713) wiedergegeben.
Erzherzog Albrecht VII. von Österreich (1559–1621) besichtigte das Manuskript mit der Prophezeiung bei einem Besuch in der Abtei Eeckhout, als dort 1604 Kriegsgerät für die Belagerung von Ostende hergestellt wurde.

### Die „Flämische Apokalyse“

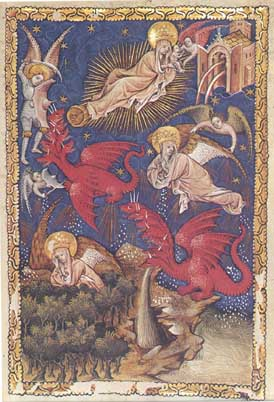
Westflämische Apokalypse: Die Frau, der Drache und das Kind (Offenbarung des Johannes, Kap. 12), um 1400

Lubertus Hautscilt gilt als „geistiger Vater“ der um 1400 entstandenen berühmten „Flämischen“ oder „Westflämischen Apokalypse“, die heute in der Bibliothèque nationale de France aufbewahrt wird. Ihre Buchmalerei markiert den Übergang von der Gotik zur Renaissance in der Kunst der südlichen Niederlande.

## Werke
- (Original nicht erhalten) Prophetie ende voorzegghinghe van tlandt van Vlaendre mit der Imago Flandriae sive Vaticinium, Handschrift, 15. Jahrhundert, Abschrift um 1485/90
  - (nicht erhalten) Johann Otho (Hrsg.): Candido Spectatori. Prognosticon de statu reipubl[icae] in regio comitatu Flandriae[24] oder Lamberti Hantschilti [= Luberti Hautschilti], Abbatis, S. Bartholomaei Eeckhoutani Vaticinium, toti Flandriae fatali, anno M[D]LVIII inchoatum,[25] o. O. o. J. [um 1558?]
  - (Neuabdruck) in: Nicolas Bazel: Prognosticon nouum, anni huius calamitosissimi 1578. Cvm descriptione Cometae visi 14 Nouembris anni elapsi, Autore D. Nicolao Bazelio, Bergensium S. Guinochi Medico Chirurgo. Henricus Henricius, Antwerpen 1578 (Google-Books) = Prognostication nouuelle, de cest an calamiteux 1578. Auec description de la Comete veuë le 14. de Nouembre en l’an paßé. Par M. Nicolas Bazel, Medecin & Chirurgien de Bergues S. Winoch, en Flandres. Auec vne Prophésie fort vieille, nagueres trouuée a l’Abbaye vanden Eeckhoutte a Bruges. Henry Heyndricx, Antwerpen 1578
  - (Neuabdruck der Zeichnung Imago Flandriae) in: Matthias Quad von Kinckelbach: (Flugschrift) Imago Flandriae (Kupferstich 28,2 × 36,3 cm). Johannes Jannson, Arnheim 1604[26]
  - (Neuabdruck) in: Augustin Blomme: Imago Flandriae, Sive Vaticinium Compositium à Reverendi Admodum D. Lvberto Havscilt Abbate Brugensi Insignis Monasterii S. Bartholomaei Canonic. Regul. S. Augustinii vulgò den Eeck-houtte, illustrissimorum principum Bithuriae, Burgundiae, Flandriae consiliario, qui obiit anno M. CD. XVII. Decemb. xxvij. Novissimè evulgatum per D. Augustinum Blomme eijusdem Monasterii Canonicum. Lucas vanden Kerchove, Brügge 1671

## Ausstellungen
- „Lubert Hautscilt en de Imago Flandriae: een blik in de toekomst door een middeleeuwse abt“. Ausstellung vom 13. bis 30. April 2008 der „Openbare Bibliotheek Brugge“.